# Argusblåfugl
Argusblåfugl (Plebejus argus) er en sommerfugl i familien Blåfugle. Den er vidt udbredt i Europa og Asien. I Danmark findes den især i Jylland på heder med lave lyngplanter. Arten overvintrer som æg, der klækker i april. Larven lever i Danmark af hedelyng og klokkelyng. Sommerfuglen er nært knyttet til myrer, og larven forpupper sig ofte i myrereder. Den voksne sommerfugl ses flyve fra juni til august.
Arten blev første gang videnskabeligt beskrevet af Carl von Linné i 1758.

## Udseende
Argusblåfuglens han har blå overside, mens hunnen i Danmark har brun overside. Den ligner meget foranderlig blåfugl, men hannen har lidt bredere sort vingesøm, der indadtil er uskarpt afgrænset og hunnens overside (i det mindste i Danmark) mangler næsten altid udbredt blå bestøvning i rodfeltet, hvilket ses hos hunner hos foranderlig blåfugl. Undersiden er hos begge køn lys med kraftige sorte pletter og orange sømfelter med sorte øjepletter, der har metalglinsende pupiller. Vingefanget varierer fra 20 til 31 millimeter, og der forekommer ofte dværgformer med vingefang ned til 15 millimeter.